# Insurrextion 2003
Insurrextion 2003 è stata la quarta ed ultima edizione dell'omonimo pay-per-view prodotto annualmente dalla World Wrestling Entertainment. L'evento si è svolto il 7 giugno 2003 alla Telewest Arena di Newcastle.
È stato l'ultimo pay-per-view della WWE fino al 2018 a svolgersi al di fuori dell'America e l'ultimo fino al 2022 a svolgersi nel Regno Unito.
Inoltre è stato il primo pay-per-view monobrand, esclusivo del roster di Raw.

## Risultati
| #    | Match                                                                     | Stipulazioni                                             | Durata |
| ---- | ------------------------------------------------------------------------- | -------------------------------------------------------- | ------ |
| Dark | Maven ha sconfitto Christian Eckstein                                     | Single match                                             | —      |
| Dark | The Hurricane ha sconfitto Lance Storm                                    | Single match                                             | —      |
| 1    | Jazz (c) (con Theodore Long) ha sconfitto Trish Stratus                   | Single match per il WWE Women's Championship             | 10:45  |
| 2    | Christian (c) ha sconfitto Booker T                                       | Single match per il WWE Intercontinental Championship    | 15:12  |
| 3    | Kane e Rob Van Dam (c) hanno sconfitto La Résistance                      | Tag team match per il World Tag Team Championship        | 09:03  |
| 4    | Goldust ha sconfitto Rico                                                 | Single match                                             | 09:53  |
| 5    | The Dudley Boyz hanno sconfitto Christopher Nowinski e Rodney Mack        | Tag team match                                           | 09:15  |
| 6    | Scott Steiner ha sconfitto Test                                           | Single match con Val Venis come arbitro speciale         | 06:49  |
| 7    | Triple H (c) (con Ric Flair) ha sconfitto Kevin Nash (con Shawn Michaels) | Street fight match per il World Heavyweight Championship | 16:33  |